# Штей
Штей (рум. Ștei, венг. Vaskohsziklás) — город в Румынии, в жудеце Бихор.
Занимает площадь в 6,57 км².

## История
Город основан в 1952 году. С 1958 по 1996 год город назывался Петру Гроза, по имени руководителя страны с 1952 по 1958 г.
Город строился для рабочих советско-румынского предприятия «Совромкварцит» и был местом переработки урановой руды, добываемой в Бэйца, для последующей отправки её в СССР.
За четыре года (с 1952 по 1956) на месте деревни на реке Кришул-Негру был построен город с десятками жилых домов и общежитий, зданием администрации, 5 кинотеатрами, больницей, спортивной базой, 3 танплощадками, 2 школами (1 с румынским и 1 с русским языком обучения), рестораном и магазинами.

## Население
Население (2007) — 8594 человека. По данным переписи 2002 года, 95,8% населения составляли румыны, 3,7% — венгры и 0,5% — другие народы.

## Города-побратимы
- Хайдудорог, Венгрия